# 포드 머스탱

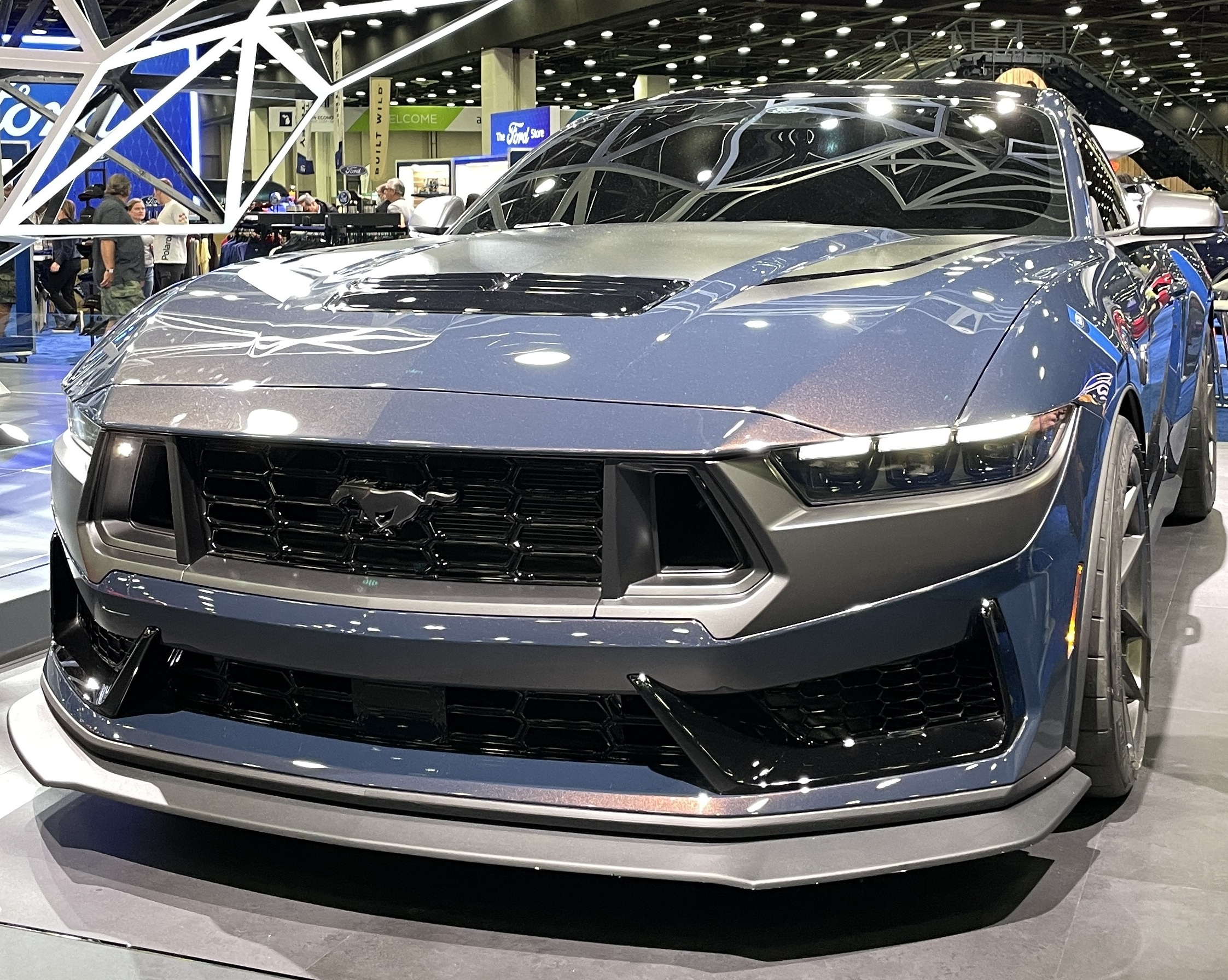
7세대 머스탱 정측면

포드 머스탱(Ford Mustang)은 팰콘(Falcon)을 기반으로 제작된  미국의 대표적인 포드에서 제작한 후륜구동 머슬카이다. 머스탱은 오랜 기간 동안 진화해 왔는데, 첫 번째 머스탱은 빨간색의 실내 장식을 한 흰색 컨버터블로 1964년 3월 9일 미시간주 디어본(Dearborn)에서 생산되었고, 포드는 이를 같은 해 4월 17일 뉴욕 세계 박람회(New York World's Fair)에 공개하였다.
머스탱은 포니카의 탄생에 큰 영향을 주었고, 수많은 자동차 생산 회사들이 이를 벤치마킹하여 유사한 자동차를 생산토록 한 기념비적인 차종이다. 머스탱(Mustang)은 야생마를 뜻한다. 대한민국에서는 흔히 무스탕이라고도 불리나 머스탱 /ˈmʌstæŋ/ 이 정확한 발음이며, 포드의 대한민국 법인인 포드세일즈서비스코리아에서도 머스탱으로 표기한다. 머스탱이 '야생마'라는 뜻이기 때문에, 차량 엠블럼도 달리는 말 모양이다. 경쟁 차종으로는 쉐보레 카마로, 닷지 챌린저가 있다.
미국에서는 쉘비나 살린 등의 튜너들이 머스탱 튜닝카를 내놓는다.

## 역사

### 1세대 (1964–1973)

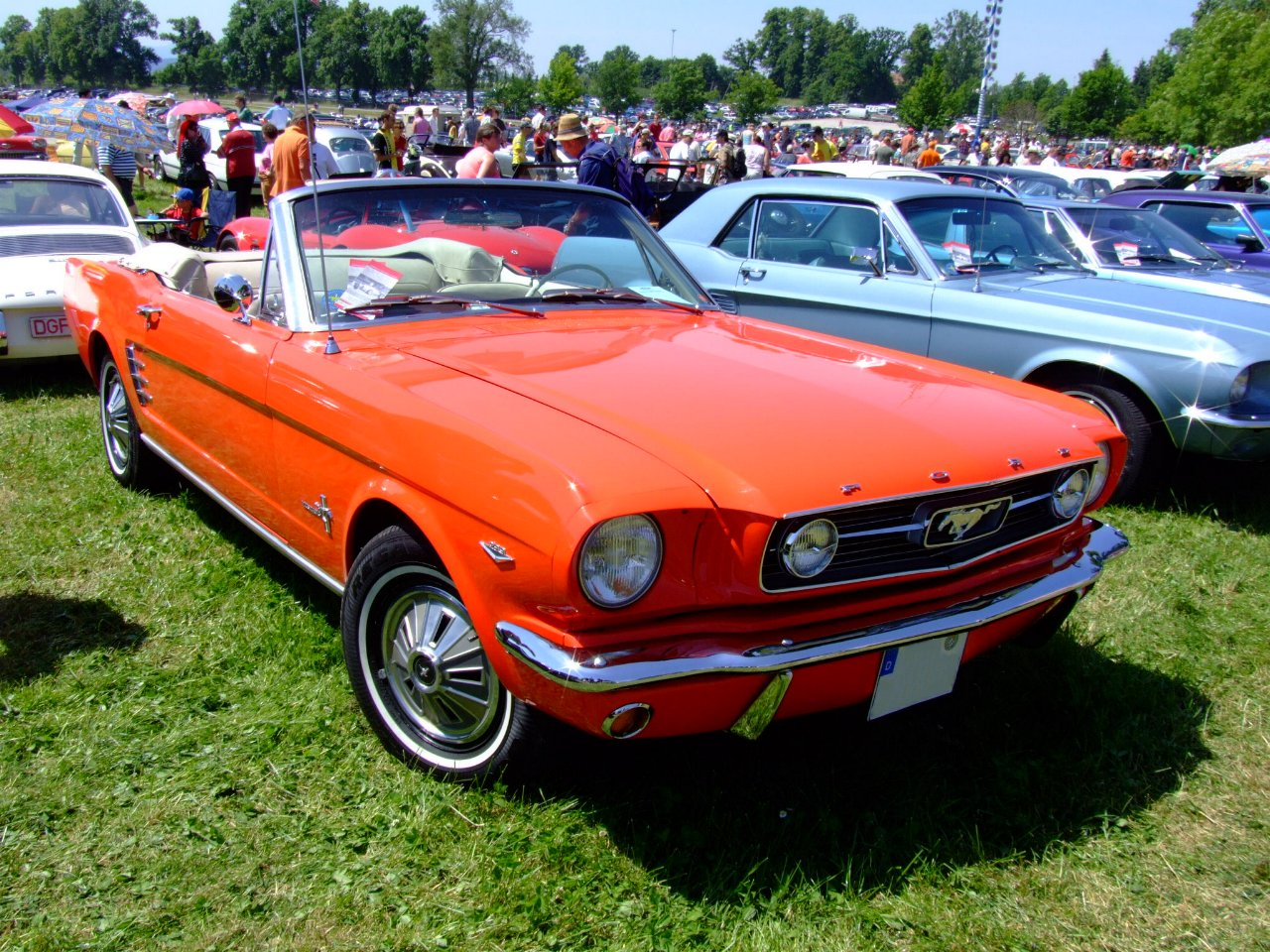
1966년식 포드 머스탱 컨버터블

포드 머스탱은 제품 담당 책임자인 도날드 프레이가 기획하고, 당시 포드의 사업본부장이었던 리 아이아코카가 성공시킨 모델이다. 머스탱은 발매 후 2년 만에 세 개의 포드 공장에서 약 백오십만 대의 머스탱을 생산할 정도로 큰 인기를 누렸다. 초기 프로토타입은 2개의 좌석에 엔진을 중앙에 두었던 로드스터였다. 이 초기 모델은 이후 링컨-머큐리 사업부의 디자인 스튜디오에 있던 데이비드 애쉬와 존 오로스가 4개 좌석의 형태로 리모델링한다. 개발 비용을 줄이기 위해, 기존에 다른 모델에 사용되었던 여러 가지 부품들을 많이 채용했다. 섀시, 현가장치와 동력 전달 계통 부품의 대부분을 포드 팰콘과 포드 페어레인에서 가져왔고 프레임은 1964년 포드 팰콘에 채택되었던 프레임을 사용했다. 하지만 새 프레임 때문에 발생한 내구성 문제로 좀 더 견고한 컨버터블 모델이 하드탑 모델보다 먼저 판매되었다. 머스탱의 전장은 팰콘과 같지만, 축거는 머스탱이 조금 짧다. 전폭 역시 1732밀리미터로 팰콘보다 61밀리미터 짧다. 6기통 엔진을 탑재한 차중은 1170킬로그램이고, V8엔진을 탑재한 모델은 1360킬로그램이다.
대한민국에서는 1969년부터 1972년까지 영화배우 신성일이 직수입하여 타고 다니면서 널리 알려졌다.

### 2세대 (1974–1978)

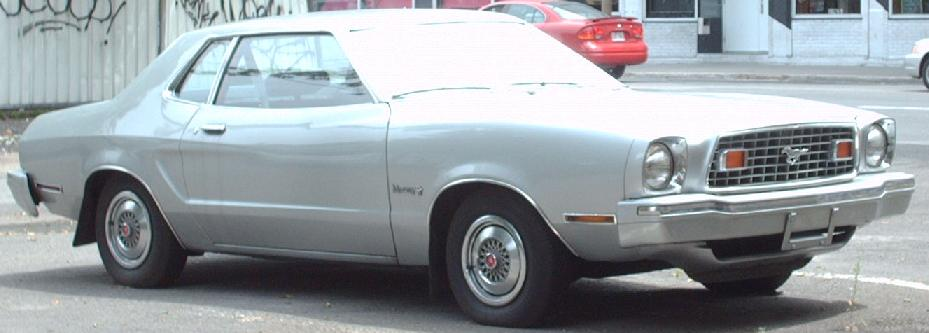
2세대 포드 머스탱

리 아이아코카는 1세대 머스탱이 최초에 기획된 컨셉과 맞지 않다고 믿고 있었기 때문에, 머스탱 II 프로젝트에는 초기 기획자가 전면에 나서도록 해 2세대 머스탱을 완전히 새롭게 디자인하여 1974년에 발표했다. 오일쇼크 때 생산된차량 이므로 크기가 확실히 줄고 무엇보다 머슬카의 벽을꺤 해치백 형으로 나왔다. 머스탱 II는 또 다른 소형차인 포드 핀토와 그 뿌리를 함께 하고 있었다. 머스탱 II 판매는 호조를 보여, 첫해에만 400,000만대 이상을 판매했다. 머스탱 II에는 랙 앤 피니언(rack-and-pinion) 방식의 조향장치와 소음과 진동을 상당히 감소시킨 분리형 엔진 서브프레임과 같은 기술이 도입되었다. 2도어 쿠페와 3도어 해치백 모델이 있었다.
포드 머스탱의 성공과는 달리 이 시기는 1973년 유류 파동이 일어나면서, 미국의 자동차 배기가스 배출 규제로 가속력을 중시하는 자동차들의 판매에 큰 타격을 입는다. 1974년 크라이슬러는 바라쿠다와 챌린저를 단종한다. 아메리칸 모터스의 재블린은 1974년에, 제너럴 모터스의 카마로와 파이어버드는 1972년 이후로 생산이 중단되기도 했다.

### 3세대 (1979–1993):폭스 플랫폼

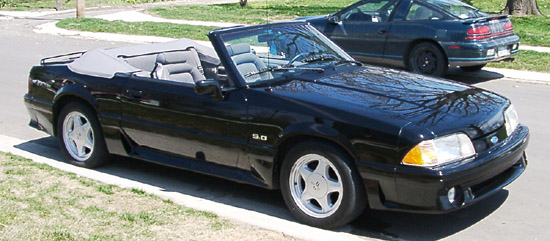
1993년식 3세대 머스탱 GT 컨버터블

1979년에는 이전 모델보다 더 크고 폭스 플랫폼을 채택한 새로운 머스탱이 출시되었다. 3세대 머스탱은 기존의 작고 컴팩트한 머스탱과는 다른 형태였다. 내부장식은 완전히 새롭게 바뀌어 4개의 안락한 좌석이 설치되었다. 또한 3세대 머스탱은 트렁크 크기도 커지고, 정비가 용이하게끔 엔진룸이 또한 커졌다.(왜냐하면 오일쇼크의 상처 때문에 일본의 도요타 사의 도움을 받았기 때문이다.)(디자인도 도요타 수프라와 엄청 비슷하다.) 엔진은 이전 모델처럼 2.3리터 I4 엔진이 사용되었지만, 여러 면에서 더 개선되었다. 터보차저가 장착된 모델은 132마력을 낼 수 있었다. 그러나 터보차저 모델은 심각한 신뢰성 문제로 1년 만에 단종되었다. 머스탱 II의 2.8리터 V8 쾰른 엔진도 3세대 모델에 1년동안 사용되었다.
1980년에는 3.3리터 직렬 6기통 엔진이 사용되었고, 새로운 4.2리터 V8 엔진이 장착된 모델은 1980년부터 1981년까지만 공급되었다. 1982년에는 머스탱 GT가 발표되었다.

### 4세대 (1994–2004)

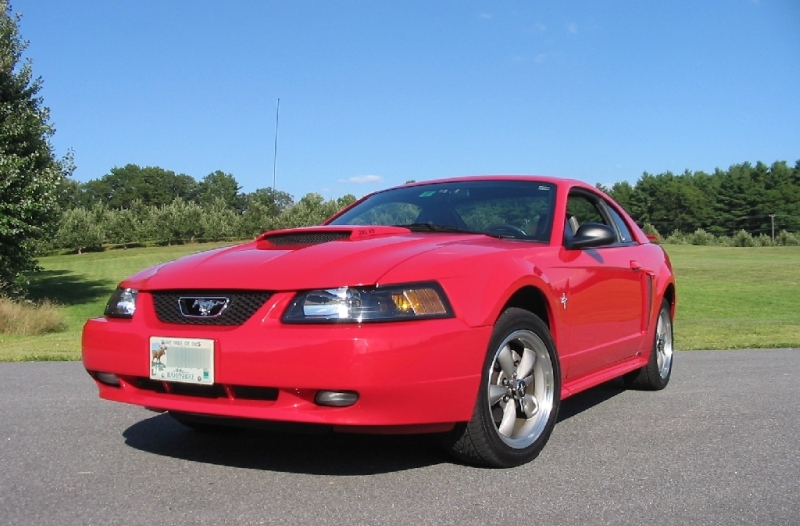
2002년식 4세대 머스탱 GT

1994년, 포드는 15년 만에 처음으로 머스탱을 다시 설계했다. 코드명 "SN-95"로 알려진 이 모델은 개선된 후륜구동 방식으로 "폭스-4"로 명명된 폭스 플랫폼을 기반으로 설계되었다.
1994년과 1995년 기본 모델은 108kW(145마력)의 3.8리터 V6 SOHC 엔진이었고, 1996년부터 1998년까지 생산된 기본 모델은 112kW(150마력)의 엔진 출력을 가졌다. 반면 GT 모델은 V8 엔진으로 포드 선더버드에서 흡기 매니폴드를 가져오고, 60mm 쓰로틀 바디를 사용해 160kW(215마력)을 낼 수 있었다. 4세대 머스탱은 모터 트렌드지에서 1994년 올해의 자동차에 뽑히기도 했다. 1996년에는 포드 모듈라 엔진이 처음으로 머스탱에 채택되었다.
서태지와 아이들의 뮤직비디오를 통해 4세대가 대한민국에 처음 소개되었으며, 포드가 대한민국에 직접 진출하고 직판 체제를 갖추면서 1996년부터 정식으로 수입되어 판매를 시작했다. 또한 한국에 3D운전교실에서 있었으나 엑센트의 재출시로 삭제되었다.

### 5세대 (2005–2014): S197

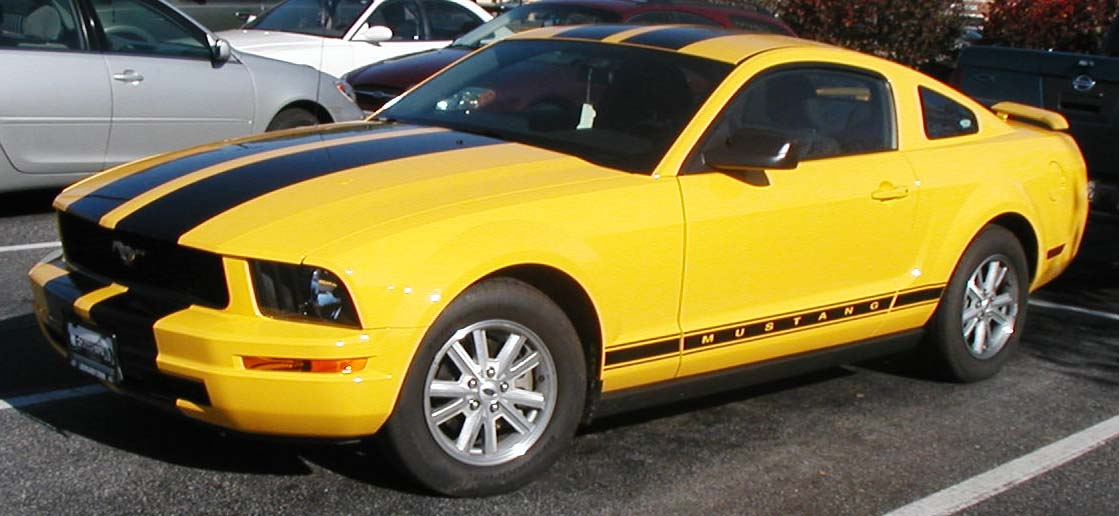
5세대 S197 머스탱 쿠페

2004년 북미 국제 오토쇼에서 처음 소개된 5세대 머스탱은 코드명이 "S-197"이며, 포드가 내놓은 회심의 디자인이다. 새롭게 선보인 포드 D2C 플랫폼 기반으로 4세대와는 완전히 다르게 재설계되었다. 그러나 외형 디자인은 1960년대 머스탱으로부터 영감을 받아 디자인되었다. 당시 포드의 디자인 수석 부회장인 J 메이즈(J Mays)는 이를 두고 레트로 미래주의라고 부를 정도로 2005년형 머스탱의 독특한 복고풍 쿠페 스타일링은 머슬 카의 전형을 보여주었다.
기본 모델에는 5단 트레멕(Tremec) T-5 수동변속기가 장착되며, 156킬로와트(210마력) 4.0리터 V6 SOHC 포드 쾰른 엔진이 탑재되었다. V6 4.0리터 SOHC 엔진은 4세대 익스플로러, 3세대 디스커버리와 공용했다. 머스탱 GT에는 트레멕 TR-3650 변속기와 224킬로와트(300마력) 알루미늄 V8 4.6리터 3-밸브 모듈라 V8 엔진이 탑재되었다. 2007년형 쉘비 GT는 238킬로와트(319마력)의 출력이 가능했으며, 더 나아가 2007년형 쉘비 GT500은 트레멕TR-6060 변속기와 345킬로와트(500마력)의 V8 5.4리터 DOHC 슈퍼차저 엔진이 탑재되어 있었다.(오일쇼크의 상처를 완전히 극복해 낸 셈이다.)
하지만 V6 4.0리터 쾰른 엔진은 배기량에 비해 파워 및 연료 효율이 떨어져서, 2010년에 309마력 듀라텍 V6 3.7리터 DOHC 엔진과 6단 자동변속기로 전격 교체되었다.

### 6세대 (2014-2023)

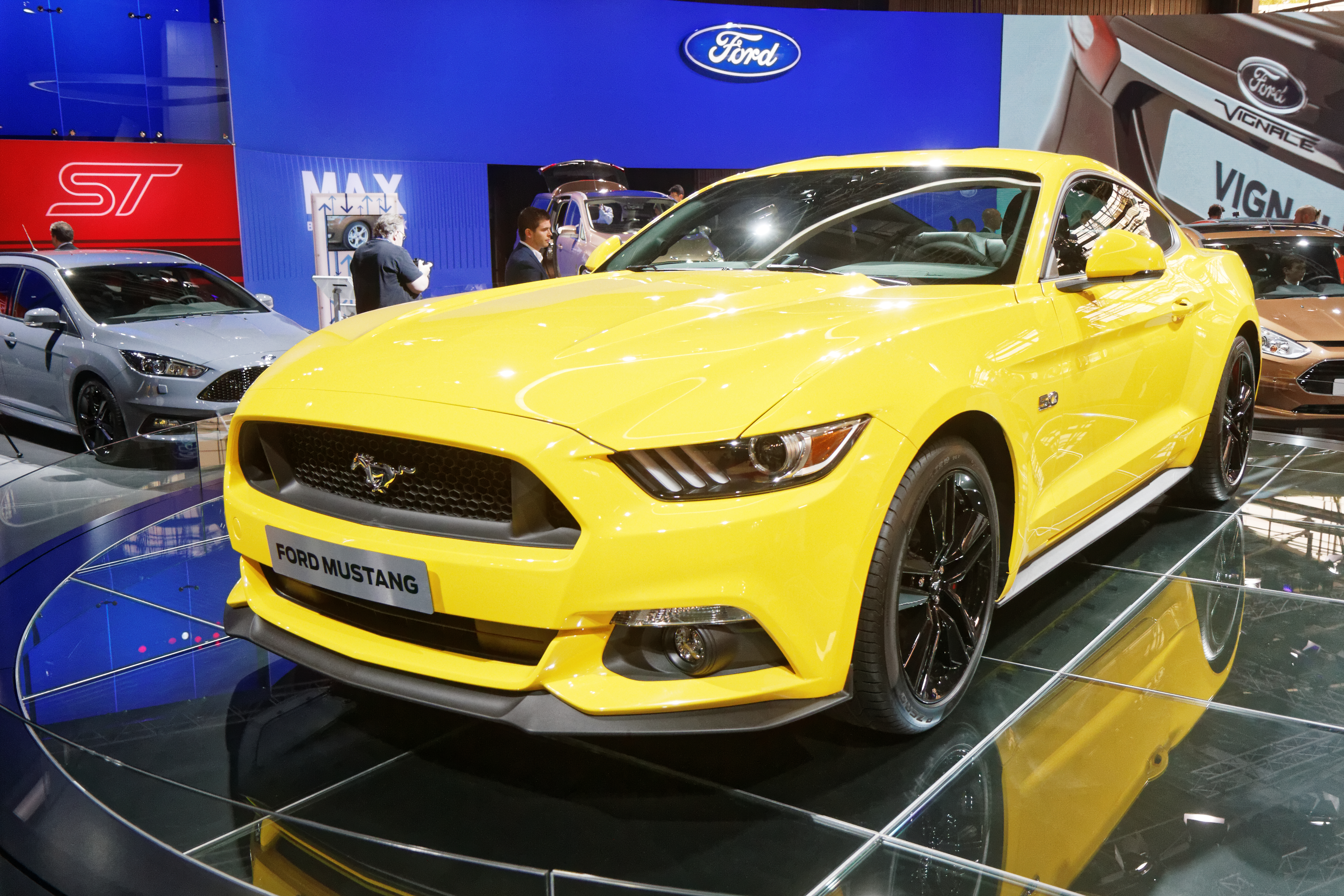
6세대 머스탱 정측면

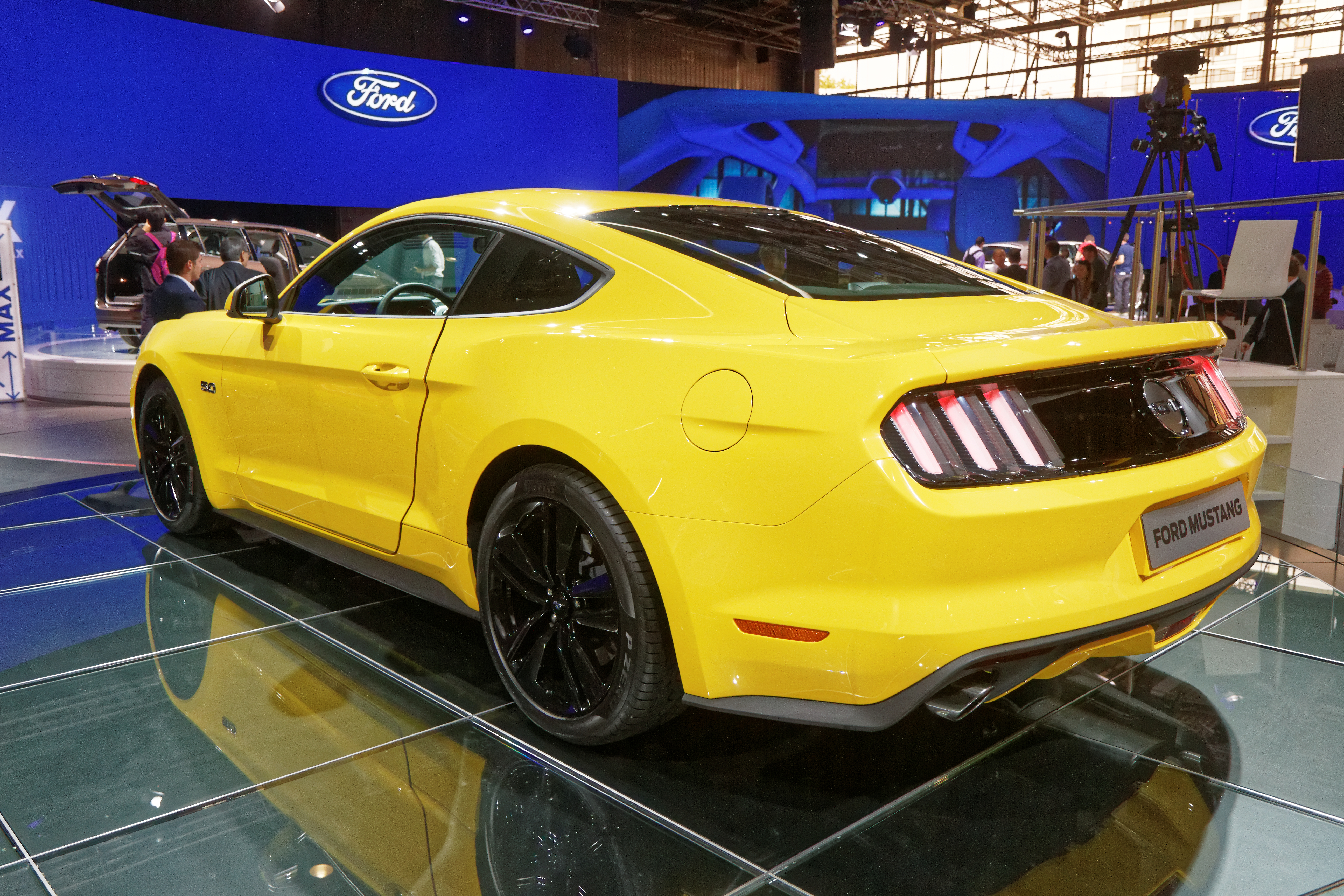
6세대 머스탱 후측면

6세대 머스탱은 2013년에 공개되었으며, 판매는 2014년 말에 개시했다. 애스턴 마틴을 연상시키는 프론트 마스크와 1964년에 출시되었던 1세대를 오마주하는 디자인이 엿보였으나, 성능이 머슬카답지 않다는 평을 듣기도 했다.
리어 서스펜션은 기존의 리지드 액슬에서 인테그랄 멀티링크로 바뀌었다. 직렬 4기통 2.3ℓ 에코부스트(터보) 314마력, V6 3.7ℓ 304마력, V8 5.0ℓ 435마력, V8 5.2ℓ 526마력 등 총 4가지 엔진 라인업으로 구성되었으며, 특히, 5.2ℓ는 초고성능 모델인 쉘비 GT350에 장착된다. 여기에 6단 자동변속기와 6단 수동변속기를 맞물린다. 2015년에는 초고성능 모델인 쉘비 GT350과 GT350R을 내놓았으며, V8 5.2ℓ 526마력 엔진에 6단 수동변속기를 맞물린다.
판매가 시작된 같은 해에는 머스탱의 탄생 50주년을 맞이하여 50주년 스페셜 에디션을 내놓았는데, 외부에 전용 뱃지를 장착하였으며, 실내에는 한정판 대수가 새겨져있다.
대한민국에는 2015년 1월 27일에 정식 출시했고, 314마력 에코부스트 2.3ℓ 가솔린 터보 엔진과 422마력 코요테 V8 5.0ℓ DOHC 가솔린 엔진에 6단 자동변속기만 맞물린다. 선대 모델과 달리, 6세대부터 V8 5.0ℓ의 GT 모델도 함께 수입된다. 2018년 4월에 국내에서 페이스리프트를 거쳤고, 자동변속기는 10단으로 교체됐다. FTA의 영향으로, 뒤쪽 방향지시등은 황색 대신 적색 그대로 들어왔다.

### 7세대 (2023-현재)

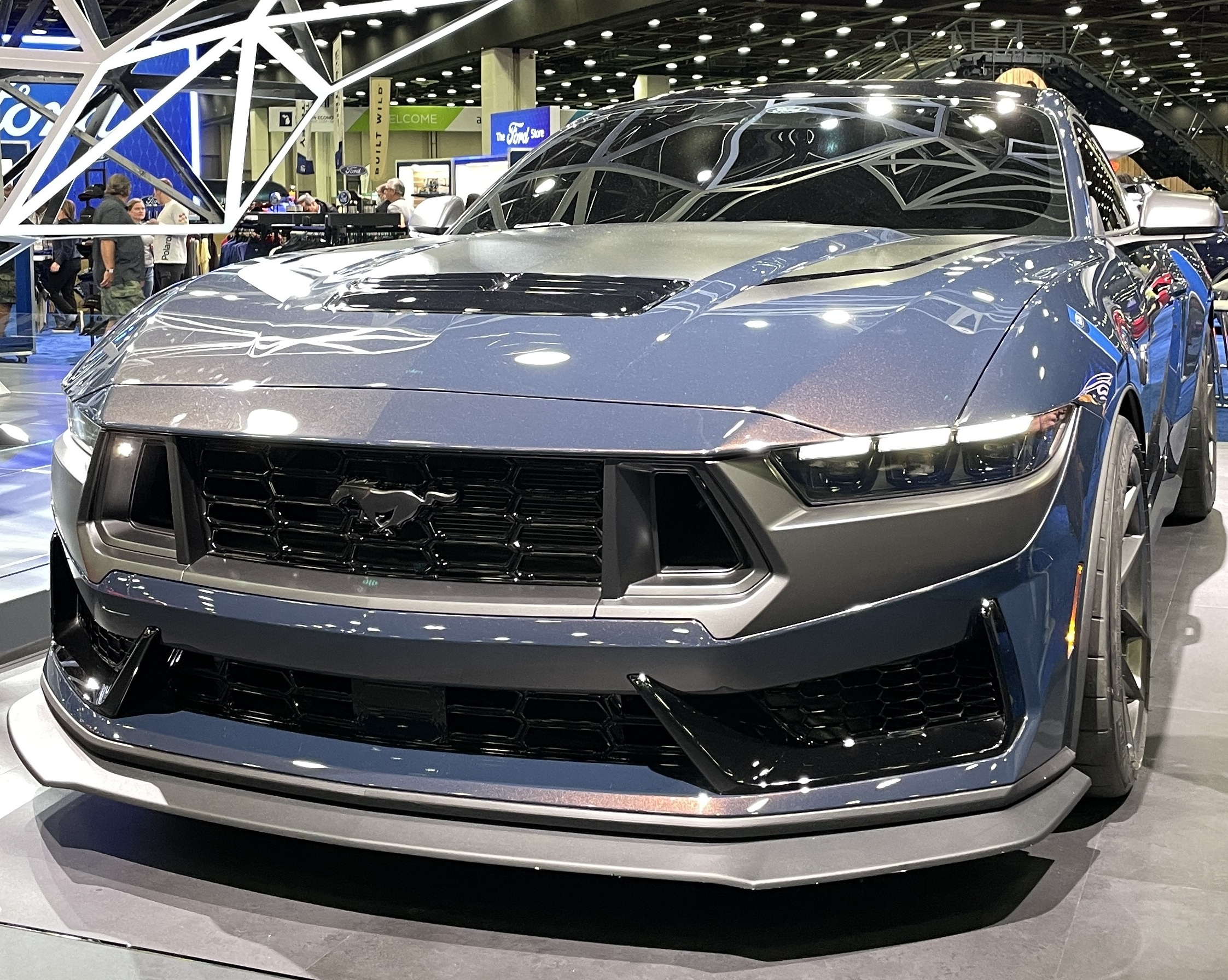
7세대 머스탱 정측면

2022년 9월 디트로이트 모터쇼를 통해 공개한 후, 2023년 중반에 출시했다. 엔진 라인업은 앞 세대와 동일하게 319마력 에코부스트 2.3리터 가솔린 터보 엔진과 493마력 코요테 V8 5.0리터 DOHC 엔진(GT)이 장착된다. 자동변속기는 10단이다.
대한민국에는 2024년 1월 16일부터 사전 계약을 받기 시작했고, 동년 2월 15일에 정식 출시했다. 2.3리터 가솔린 터보와 V8 5.0 DOHC(GT) 모두 쿠페와 컨버터블이 나온다. 대한민국 복합연비는 2.3리터 가솔린 터보 9.6km/L, V8 5.0 DOHC 7.2km/L.

## 모형화
- 레고에서 스피드 챔피언으로 3회 출시하였다. 2016년에는 75871, 2018년에는 75884, 2024년에는 76920이라는 품번으로 출시했다.
- 핫휠에서도 출시했다.
- 이 외 다른 다이캐스트 기업들도 해당 차량을 모형으로 생산했다.

## 같이 보기
- 쉐보레 카마로
- 닷지 챌린저